# Tahia Halim
Tahia Mohammed Halim, en árabe: تحية محمد حليم‎ ; (Dongola, 9 de septiembre de 1919 – El Cairo, 24 de mayo de 2003) fue una pintora egipcia. Fue una de las pioneras del Movimiento Expresivo Moderno en el arte egipcio de la década de 1960, en el que destacó por expresar en sus obras la idiosincrasia del carácter egipcio. Muchas de sus obras versan sobre la cultura nubia, el Nilo, los barcos y los temas populares y nacionales, por los que ha recibido varios premios honoríficos en Egipto y en el extranjero.

## Biografía
Tahia Halim nació en Sudán, donde vivía su familia. Su educación primaria tuvo lugar en el Palacio Real de El Cairo, donde se crio, ya que su padre era el laureado del rey Fuad I de Egipto.
Halim estudió arte con importantes profesores de dibujo como el pintor libanés Yussef Trabelsi y el artista griego Gerom; después con el artista egipcio Hamed Abdallah en su estudio en 1943, y tras su matrimonio, en 1945, se marcharon a París para ingresar en la Academia Julian (1949-1951). De vuelta a Egipto, enseñaron juntos arte en su estudio privado, cerca de la plaza Tahrir de El Cairo.
Recibió dos becas de producción artística en 1960 y 1975.
Sus obras se expusieron en el Pabellón Egipcio de la Bienal de Venecia en 1956, 1960 y 1970.

## Premios
Nacionales
- 1960: Medalla de Oro en Pintura, en el Día del Conocimiento.[3]
- 1960: Premio Ali Labib Gabr.[3]
- 1968: Medalla de las Artes y las Ciencias de primer grado.[3]
- 1969: Premio Estatal de Estímulo en Pintura y Orden de las Ciencias y las Artes.[3]
- 1996 Premio de las Artes del Instituto Superior de Cultura.[3]

Internacionales
- Concurso Internacional Guggenheim 1958, Nueva York, Estados Unidos.[1]

## Reconocimientos
El 9 de septiembre de 2015, Google le dedicó un Doodle por el 96 aniversario de su nacimiento. El Doodle llegó a todos los países del mundo árabe.

## Exposiciones
Exposiciones en solitario
- De 1942 a 1996 numerosas exposiciones individuales en Inglaterra y Suecia.
- 1996 Exposición “55 Años de Artes”. Khan el-Maghrabi, El Cairo. Egipto.
- 1992 Sala de Diplomáticos, Centro Cultural Egipcio, El Cairo. Egipto.
- 2004 Galería Ewart, Universidad Americana de El Cairo (AUC). Egipto.

Exposiciones internacionales
- 1954 Bienal de São Paulo. Brasil.
- 1955,1960,1970 Bienal de Venecia, Italia.
- 1955,1958,1960 Bienal de Alejandría para los Países Mediterráneos. Egipto.
- 1957, Concurso Internacional Guggenheim, Nueva York. EE. UU.
- 2016, El mar suspendido, Museo de Arte Contemporáneo de Teherán. Irán.
- 2016, El siglo corto, Museo de Arte de Sharjah, Emiratos Árabes Unidos.
- 2024, 60.ª Bienal de Venecia, Italia.

Exposiciones locales
- Tahia Halim participó en numerosas exposiciones nacionales y colectivas y en el Salón de El Cairo desde 1943.[3]
- 2004 1.er Salón de Dibujo (Blanco y Negro), Centro de Arte Gezera, El Cairo. Egipto.
- Exposición “Dentro del Marco” 2007. Galería Khan EL-Maghrabi, El Cairo. Egipto.

## Colecciones
Colección privada
- Fundación de Arte Barjeel.[6]

Colección estatal
- Museo Egipcio de Arte Moderno de El Cairo. Egipto.
- Museo de Arte Moderno de Alejandría. Egipto.
- Museo de Arte Moderno de Estocolmo. Suecia.